# پل اسمیت (نویسنده)
پل اسمیت (انگلیسی: Paul Smith؛ زادهٔ ۱۸ نوامبر ۱۹۶۱) فیلم‌نامه‌نویس اهل بریتانیا است.
از فیلم‌ها یا مجموعه‌های تلویزیونی که وی در آن‌ها نقش داشته‌است، می‌توان به وحشتناک‌ترین قتل اشاره نمود.